# Justin Quintaà
Justin Quintaà est un homme politique français né le 6 décembre 1843 à Portet (Basses-Pyrénées) et décédé le 28 juillet 1900 à Portet.

## Biographie
Médecin, il est conseiller général du canton de Garlin, député des Basses-Pyrénées de 1889 à 1900 et sénateur quelques mois en 1900. Il siège comme républicain.

## Source
- « Justin Quintaà », dans le Dictionnaire des parlementaires français (1889-1940), sous la direction de Jean Jolly, PUF, 1960 [détail de l’édition]